# Wirdum (Groningen)

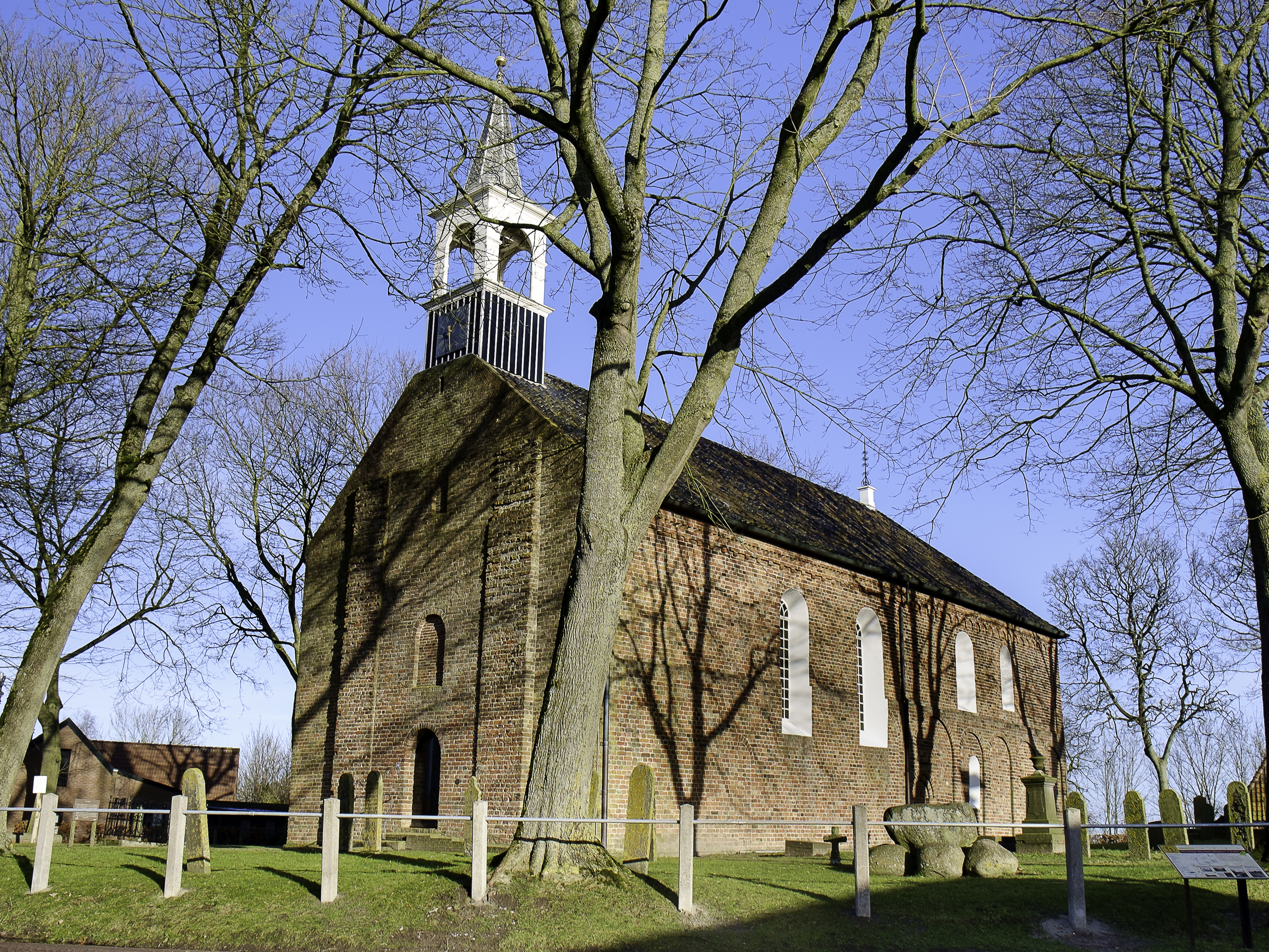
Ehemalige Dorfkirche von Wirdum

Das Dorf Wirdum in der niederländischen Provinz Groningen gehört zur Gemeinde Eemsdelta (bis zum 31. Dezember 2020 zu Loppersum). Im Jahr 2024 hatte es 360 Einwohner.

## Geografie
Der Ortskern liegt auf zwei Wurten, getrennt durch ein Rinnsal namens Wirdumermaar, das südwärts zum Damsterdiep abfließt.

## Kulturschätze
- Die reformierte Dorfkirche ist eine romanische Saalkirche mit rechteckigem Grundriss und wurde Anfang des 13. Jahrhunderts errichtet. Im 15. Jahrhundert wurden die Fenster vergrößert. Sie sind rundbogig, aber die Fenstergruppe im Chor hat ein höheres Mittelfenster. Sie wird als gotisch bezeichnet. Im Mittelalter hatte sie einen dem Westgiebel vorgesetzten Turm. Er wurde 1878 abgebrochen und durch einen Dachreiter ersetzt. Seit 1981 ist die Kirche nur noch ein Museum in der Obhut der Stichting Oude Groninger Kerken (Stiftung Alte Groninger Kirchen).
- 1894 wurde in Wirdum eine römische Terra-sigillata-Skulptur der Göttin Minerva gefunden.